# Iglesia de Nuestra Señora de los Remedios (Albudeite)
La iglesia de Nuestra Señora de los Remedios es un templo católico del siglo XVI en el municipio murciano de Albudeite (España). Construida a partir de una mezquita anterior, está dedicada a la Virgen de los Remedios. Desde el 11 de abril de 2008 es un Bien de interés cultural y está protegida como monumento bajo la identificación RI-51-0011612.

## Historia
El origen de Albudeite es un asentamiento musulmán, y hasta el siglo XVI sus habitantes eran mudéjares que acudían a la mezquita local a orar. Debido a que en el 1501 la zona se convirtió al cristianismo, el templo se convirtió en una iglesia. Con la llegada de una mayor afluencia de población ante la caída del Reino nazarí de Granada a finales del siglo anterior, el edificio se quedó pequeño y se requirió una ampliación y una posterior reconstrucción.
Durante todo el siglo XVI la estructura pasó por diferentes reformas que fueron financiadas por el cabildo catedralicio o por el señor local. En septiembre de 1581 Inés de Guzmán encargó un retablo para la capilla mayor, obra de Artus Brant. Esta pintura desapareció durante la guerra civil española.
En octubre de 1651 la riada de San Calixto destruyó el interior de la iglesia y el archivo parroquial quedó deteriorado. Con la desamortización de Mendizábal del siglo XIX casi todos los elementos para la liturgia se perdieron, lo que dificultó la celebración de ritos religiosos. En los años de la Guerra Civil (1936-39) el templo se utilizó como almacén, lo que dejó al edificio en mal estado: en 1944 el sacerdote tuvo que solicitar ayudas para la reparación.

## Descripción
La basílica es una estructura del período barroco con tejado a dos aguas, cubierta con una bóveda de medio cañón con arcos fajones. El interior se completa por un coro alto sencillo. El exterior muestra una portada simple, contrafuertes sujetando el edificio y la torre del campanario, rematada en el siglo XX. Entre sus obras hay esculturas talladas en madera, como el Cristo de la Sangre de 1776 —obra de Francisco Salzillo—, la imagen de la Virgen de los Remedios y un Jesús de Nazareno, ambas del siglo XVII.